# FRIDAY MUSIC PUZZLE
『FRIDAY MUSIC PUZZLE』（フライデー・ミュージック・パズル）は、2020年4月3日からZIP-FMで放送されているラジオ番組である。

## 概要
週末スタート気分を盛り上げる音楽と様々な話題をパズルのピースのように散りばめたプログラム。
洋楽・邦楽はもちろんK-POP、T-POPなど幅広い楽曲をバランス良く選曲。
他にも海外エンタメやゴシップ、最新の映画情報など。
幅広いゲストラインナップも聴きどころの一つ。

## ナビゲーター
- 高樹リサ（2020年4月3日 - 4月17日・6月5日 - 2021年1月8日・3月5日 - 4月23日・6月25日 - 8月6日・10月1日 - 2022年5月27日・6月17日 - ）

代打ナビゲーター

新型コロナウイルス感染症の流行に伴う緊急事態宣言及びまん延防止等重点措置の影響で、大阪在住の高樹が移動できなくなったための措置。
- 矢方美紀（2020年4月24日 - 5月29日）
- 高木マーガレット（2021年1月15日 - 1月29日・2月12日 - 2月26日）
- 川村茉由 （2021年2月5日・4月30日 - 6月18日・8月13日・27日 - 9月24日・2022年6月3日）
- 永田レイナ（2021年8月20日）
- 神原真理（2022年6月10日）

## 放送時間
- 毎週金曜 9:00 - 13:00（JST）（2020年4月3日 - 2025年3月28日）
- 毎週金曜 9:00 - 12:00（JST）（2025年4月4日 -（予定））

## タイムテーブル
| 時間  | コーナー・コンテンツ                               |
| ----- | -------------------------------------------------- |
| 09:15 | WEATHER INFORMATION（ZIP-FM）                      |
| 09:17 | TRAFFIC INFORMATION （ZIP-FM）                     |
| 09:30 | 渥美モータース DRIVING A GO GO                     |
| 09:50 | THROUGHBACK WEEKEND                                |
| 10:00 | I LOVE NAGOYA                                      |
| 10:16 | はぴねすくらぶ ラジオショッピング                  |
| 10:31 | HEADLINE NEWS（中日新聞）                          |
| 10:33 | TRAFFIC INFORMATION（宇佐美）                      |
| 11:04 | LISA'S UPDATE                                      |
| 11:20 | WEATHER INFORMATION （ZIP-FM）                     |
| 11:22 | TRAFFIC INFORMATION（センチュリー21）              |
| 11:37 | FRIDAY MUSIC LIBRARY                               |
| 12:00 | FRIDAY THEATER PUZZLE                              |
| 12:11 | HEADLINE NEWS（フォーティエイトグループ 櫻井鋼業） |
| 12:13 | TRAFFIC INFORMATION（ZIP-FM）                      |
| 12:17 | WINTER WONDERLAND（各社）                          |
| 12:39 | FOLLOW YOUR PIECE                                  |